# تقلقل
التقلقل العاطفي أو عدم الثبات الانفعالي، أو بالاسم العلمي الوجدان البصلي الكاذب أو العاطفة البصلية الكاذبة هو نوع من الاضطراب العاطفي يتميز بنوبات لا يمكن السيطرة عليها من البكاء أو الضحك أو البكاء والضحك معا أو المشاعر العاطفية الأخرى. يحدث هذا المرض ثانويًا نتيجة لاضطراب عصبي أو إصابة في الدماغ. قد يجد المرضى أنفسهم يبكون بشكل لا يمكن السيطرة عليه في شيء حزين إلى حد ما فقط، وعدم القدرة على إيقاف أنفسهم لعدة دقائق. قد تكون النوبات غير مناسبة للمزاج أيضًا: فقد يضحك المريض بشكل لا يمكن السيطرة عليه عندما يكون غاضبًا أو محبطًا، على سبيل المثال. في بعض الأحيان، قد تتحول الحلقات بين الحالات العاطفية، مما يؤدي إلى بكاء المريض بشكل لا يمكن السيطرة عليه قبل أن يتحول البكاء إلى نوبات من الضحك.
لا ينبغي الخلط بين هذا المرض، والذي يُشار إليه أيضًا بالتقلقل العاطفي، مع الحالة المزاجية أو المشاعر الملصقة التي تنبع من عدم الاستقرار العاطفي -خلل التنظيم العاطفي -الذي يُشاهد عادةً في اضطرابات الشخصية، مثل اضطراب الشخصية الحدية.

## التشخيص
يصاب الشخص المرض بنوبات بكاء أو ضحك أو الاثنين معا بشكل لا يمكن السيطرة عليه لمدة 3-5 دقائق تقريبًا دون سبب واضح.

## العلامات والأعراض
السمة الأساسية لهذا الاضطراب هي بداية منخفضة بشكل مرضي لإظهار الاستجابة السلوكية للضحك أو البكاء أو كليهما. يُظهر الفرد المصاب نوبات من الضحك أو البكاء بدون محفز واضح أو استجابة لمحفزات لم تكن لتثير مثل هذه الاستجابة العاطفية قبل ظهور الاضطراب العصبي الأساسي. في بعض المرضى، يتم المبالغة في الاستجابة العاطفية في شدتها ولكن يتم استثارتها من خلال التحفيز مع التكافؤ العاطفي الذي يتوافق مع شخصية العرض العاطفي. على سبيل المثال، يثير الحافز الحزين استجابة بكاء مبالغ فيها بشكل مرضي بدلاً من التنهد، والتي كان المريض يظهرها عادةً في تلك الحالة بالذات.
ومع ذلك، في بعض المرضى الآخرين، يمكن أن تتعارض طبيعة العرض العاطفي مع، بل وحتى متناقضة، مع التكافؤ العاطفي للمحفز المثير أو قد يتم تحريضه بواسطة محفز بدون تكافؤ واضح. على سبيل المثال، قد يضحك المريض استجابةً للأخبار الحزينة أو يبكي ردًا على المنبهات دون أي عاطفة عاطفية، أو بمجرد إثارة ذلك، قد تتحول الحلقات من الضحك إلى البكاء أو العكس.
يمكن أن تكون أعراض المرض شديدة، مع نوبات مستمرة ومتواصلة. تشمل الأعراض:
- يمكن أن تكون البداية مفاجئة وغير متوقعة، وقد وصفها بعض المرضى بأنها تأتي مثل النوبة كنوبات الربو.
- مدة النوبات تكون من بضع ثوان إلى عدة دقائق.
- قد تحدث النوبات عدة مرات في اليوم.

يُظهر العديد من الأشخاص الذين يعانون من اضطرابات عصبية نوبات لا يمكن السيطرة عليها من الضحك أو البكاء أو كليهما إما مبالغ فيها أو متناقضة مع السياق الذي تحدث فيه. حيث يعاني المرضى من عجز إدراكي كبير (مثل مرض الزهايمر). قد يكون من غير الواضح ما إذا كان المرض صحيحًا على عكس شكل أشد من عدم التنظيم العاطفي، لكن المرضى الذين يعانون من الإدراك السليم غالبًا ما يبلغون عن الأعراض على أنها مزعجة. يفيد المرضى بأن نوباتهم تكون في أفضل الأحوال قابلة للتحكم الجزئي فقط، وما لم يواجهوا تغيرًا حادًا في الحالة العقلية، غالبًا ما يكون لديهم نظرة ثاقبة لمشكلتهم ويحكمون على عرضهم العاطفي باعتباره غير مناسب وغير شخصي. يمكن أن يكون التأثير السريري للمرض شديدًا، مع أعراض متواصلة ومستمرة يمكن أن تعطل المرضى.

### التأثير الاجتماعي
في حين أنه ليس معوقًا تمامًا مثل الأعراض الجسدية لهذه الأمراض، فقد يؤثر المرض بشكل كبير على الأداء الاجتماعي للأفراد وعلاقاتهم مع الآخرين. قد تؤدي مثل هذه الانفجارات العاطفية المفاجئة والمتكررة التي لا يمكن السيطرة عليها إلى الانسحاب الاجتماعي والتدخل في أنشطة الحياة اليومية والأنشطة الاجتماعية والمهنية، وتقليل الرعاية الصحية الشاملة. على سبيل المثال، غالبًا ما يكون مرضى التصلب الجانبي الضموري (ALS) والتصلب المتعدد (MS) طبيعيين إدراكيًا. ومع ذلك، فإن ظهور العواطف التي لا يمكن السيطرة عليها يرتبط عادة بالعديد من الاضطرابات العصبية الإضافية مثل نقص الانتباه / اضطراب فرط النشاط، مرض باركنسون، الشلل الدماغي، التوحد، الصرع، والصداع النصفي. قد يؤدي هذا إلى تجنب التفاعلات الاجتماعية للمريض، مما يضعف بدوره آليات التكيف ووظائفها.

### الاكتئاب
غالبًا ما يتم تشخيص عدم الثبات الانفعالي بالخطأ على أنه اكتئاب سريري؛ ومع ذلك، توجد العديد من الفروق الواضحة.
في متلازمة الاكتئاب والحزن، عادة ما يكون البكاء علامة على الحزن، في حين أن العروض المرضية للبكاء التي تحدث في مرض الثبات الانفعالي غالبًا ما تكون على النقيض من الحالة المزاجية الأساسية، أو تزيد بشكل كبير عن المزاج أو تحفيز الاستثارة. بالإضافة إلى ذلك، فإن المفتاح لتمييز الاكتئاب عن الثبات الانفعالي هو المدة: نوبات الثبات الانفعالي مفاجئة، تحدث بطريقة عرضية وجيزة، في حين أن البكاء في الاكتئاب هو عرض أكثر استدامة ويرتبط ارتباطًا وثيقًا بحالة المزاج الأساسية. مستوى التحكم الذي يملكه المرء في نوبات البكاء في مرض عدم الثبات الانفعالي ضئيل أو غير موجود، بينما بالنسبة لأولئك الذين يعانون من الاكتئاب، يمكن تعديل التعبير العاطفي (البكاء عادة) حسب الموقف. وبالمثل، قد يكون محفز نوبات البكاء لدى مرضى عدم الثبات الانفعالي غير محدد أو ضئيل أو غير مناسب للموقف، ولكن في حالة الاكتئاب، يكون المنبه محددًا للحالة المتعلقة بالمزاج.

## الأسباب
لا تزال الفيزيولوجيا المرضية المحددة المشاركة في هذه الحالة الموهنة في كثير من الأحيان قيد التحقيق؛ الآليات المسببة للأمراض الأولية لعدم الثبات الانفعالي لتظل مثيرة للجدل بين العلماء. هناك نظريات أخرى تشير إلى قشرة الفص الجبهي في الدماغ.

### الحالة الثانوية
عدم الثبات الانفعالي هو حالة تحدث ثانوية للمرض العصبي أو إصابة الدماغ، ويعتقد أنها ناتجة عن اضطرابات الشبكات العصبية التي تتحكم في توليد وتنظيم الناتج الحركي للعواطف. يلاحظ في مرض عدم الثبات الانفعالي بشكل شائع في الأشخاص الذين يعانون من إصابات عصبية مثل إصابات الدماغ (TBI) والسكتة الدماغية، والأمراض العصبية مثل الخرف بما في ذلك مرض الزهايمر واضطراب الانتباه / اضطراب فرط النشاط (ADHD)، التصلب المتعدد (MS)، التصلب الجانبي الضموري (ALS)، الاضطرابات عند الأطفال والبالغين، ومرض باركنسون (PD). تم الإبلاغ عن أنه من أعراض فرط نشاط الغدة الدرقية أو مرض جريفز أو قصور الغدة الدرقية مع الاكتئاب.
وقد لوحظ أيضًا وجود مرض عدم الثبات الانفعالي بالاشتراك مع مجموعة متنوعة من اضطرابات الدماغ الأخرى، بما في ذلك أورام الدماغ، ومرض ويلسون، والشلل الزهري الكاذب، ومبيدات الدماغي المختلفة. تشمل الحالات الأكثر ندرة المرتبطة بالمرض الصرع الهلمي، والصرع الكريستالي، وانحلال النخاع النخاعي المركزي، وضمور قحف المخيخ، وأمراض تخزين الدهون، والتعرض الكيميائي (على سبيل المثال، أكسيد النيتروز ومبيدات الحشرات)، ومتلازمة أنجلمان.
من المفترض أن هذه الإصابات والأمراض العصبية الأولية تؤثر على الإشارات الكيميائية في الدماغ، والتي بدورها تعطل المسارات العصبية التي تتحكم في التعبير العاطفي.

### السكتة الدماغية
الثبات الانفعالي هي واحدة من أكثر المتلازمات السلوكية بعد السكتة المبلغ عنها، مع مجموعة من معدلات الانتشار المبلغ عنها من 28 ٪ إلى 52 ٪. تميل معدلات الانتشار الأعلى إلى الإبلاغ عنها في مرضى السكتة الدماغية الأكبر سنا و / أو الذين لديهم تاريخ من الإصابة بالسكتات الدماغية. العلاقة بين الاكتئاب بعد السكتة الدماغية وعدم الثبات الانفعالي معقدة، لأن متلازمة الاكتئاب تحدث أيضًا بتواتر مرتفع في الناجين من السكتة الدماغية. مرضى ما بعد السكتة الدماغية المصابين بـ الثبات الانفعالي أكثر اكتئابًا من مرضى ما بعد السكتة الدماغية بدون مرض عدم الثبات الانفعالي، وقد يؤدي وجود متلازمة الاكتئاب إلى تفاقم الجانب الباكي من أعراض عدم الثبات الانفعالي.

### التصلب المتعدد
تشير الدراسات الحديثة إلى أن حوالي 10 ٪ من المرضى الذين يعانون من التصلب المتعدد (MS) سيختبرون لمرة واحدة على الأقل من نوبات عدم الثبات الانفعالي. يرتبط بشكل عام بالمراحل اللاحقة من المرض (المرحلة التدريجية المزمنة). يرتبط مرض عدم الثبات الانفعالي في مرضى التصلب المتعدد بتدهور فكري أكثر شدة وإعاقة جسدية وإعاقة عصبية.

### التصلب الجانبي الضموري
وجدت دراسة مصممة خصيصًا لمسح الانتشار أن 49 ٪ من مرضى التصلب الجانبي الضموري لديهم أيضًا مرض عدم الثبات الانفعالي. لا يبدو أن مرض عدم الثبات الانفعالي مرتبط بمدة مرض التصلب الجانبي الضموري. من أعراض مرض التصلب الجانبي الضموري أن العديد من المرضى ليسوا على علم به ولا يتلقون معلومات عنه من طبيبهم.

### إصابة الدماغ الرضية
ذكرت دراسة واحدة من 301 حالة متتالية في محيط العيادة انتشار 5 ٪. أصاب مرض عدم الثبات الانفعالي المرضى الذين يعانون من إصابة شديدة في الرأس، وتزامن مع ميزات عصبية أخرى توحي بالشلل الكاذب. تشير جمعية إصابات الدماغ الأمريكية (BIAA) إلى أن ما يقرب من 80 ٪ من المشاركين في الاستطلاع يعانون من أعراض عدم الثبات الانفعالي. تقدر نتائج تحقيق حديث أن انتشار مرض عدم الثبات الانفعالي المرتبط بإصابة الدماغ الرضية يتجاوز أكثر من 55 ٪ من الناجين.

## سبل العلاج
تم وصف مضادات الاكتئاب مثل سيرترالين، فلوكستين، سيتالوبرام، نورتريبتيلين وأميتريبتيلين ببعض الفعالية للعلاج.

## في الثقافة العامة
في فيلم الجوكر 2019، استلهم بطل الفيلم خواكين فينيكس من هذا المرض ضحكته المميزة لشخصيته في الفيلم. مما ساهم في لفت أنظار المشاهدين للبحث عن المرض والأشخاص المصابين بهذا المرض

## اقرأ أيضاً
- وجدان